# Vincenzo A. Sagun
Vincenzo A. Sagun est une localité de la province du Zamboanga du Sud, aux Philippines. En 2015, elle compte 23 759 habitants.